# ほずにゃむ
ほずにゃむこと沼尻 帆泉（ぬまじり ほずみ、1991年8月18日 - ）は、日本のファッションモデル。156センチメートル。AB型。東京のキャバクラ嬢で、『小悪魔ageha』誌上に読者モデルとして登場してきた。『小悪魔ageha』以外にも様々な雑誌に登場、“悪羅ギャル”として知られる。2014年に改名、以後“ほずみ”と名乗っている。

## 来歴
東京新宿歌舞伎町のキャバクラ「レヴュー」に勤務するキャバクラ嬢として雑誌『小悪魔ageha』に2010年8月号で初登場、以降、同誌に読者モデルとして登場するようになった。『小悪魔ageha』のほかにも『MEN'S KNUCKLE〔メンズナックル〕』や『SOUL SISTER〔ソウルシスター〕』などの雑誌に読者モデルとして登場。メンズナックル誌では女性モデル人気投票で首位を獲得するなどしている。不良女子・ギャル向け雑誌の『SOUL SISTER』関連では、ほか3名の同誌モデルらとともに同誌の連載小説を集めた2014年発売の書籍『ヤカラブ』に登場するなどしている。

## 私生活

### 幼少
埼玉県の熊谷に生まれ、小学6年時まで同地に育った。中学入学の頃に両親が別居状態へ。群馬県伊勢崎市の利根川沿いに位置する祖母宅へ引っ越し、中学2年のなかば頃から不登校となりヤンキーの道へ進んだ。クラスの全員からハブられたことが原因であったという。ところが県内のとある私立高校の制服の意匠に惹かれたことから、勉強の末にその高校を受験し合格、やがて16歳になった頃から隣市にあたる太田のわけても太田駅周辺を根城に遊びに明け暮れるようになった。

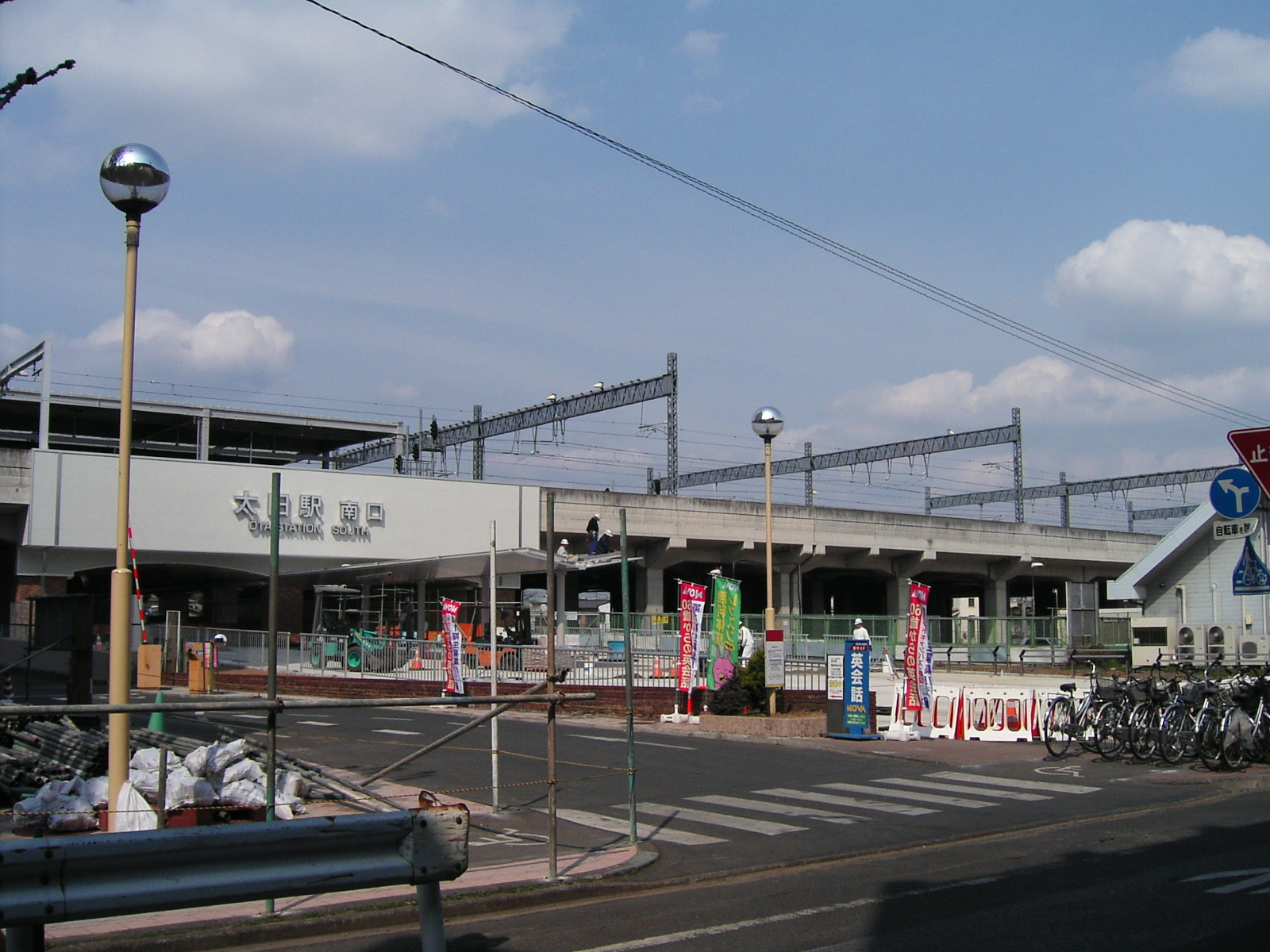
太田駅・南口（なんぐち）

### 恋路
16歳の夏、“天狼会”という暴走族の初代総長を担っていた米国籍の男性（群馬育ちのアメリカ人）と出会う。そして太田駅北口のガストで恋愛相談中に告白を受けたことをきっかけに、太田の不良の間で名の通った存在であったその男性との交際を開始する運びとなった。
彼の率いる暴走族の集会場となっていた太田駅南口ロータリー広場に連日のごとくたむろし、毎週土曜の夜の集会の折には“頭の女”として毎度にわたりそれに参加したという。交際開始からやがて半年を経た頃に彼との同棲生活を始め、17歳になる頃の夏、妊娠。そして結婚を誓い合い高校を中退。“ほずにゃむ”の文字のタトゥーを身体に刻んだ彼の厚意に応ずる形で、自身も彼の名前に関した柄、すなわちバラ柄のタトゥーを身体に刻む機会を持った。
ところが高校中退直後の時期、彼に逮捕状が出ていることを知るに至り、同棲生活の舞台であった部屋を引き払い、友人宅に潜伏しながらふたりきりでの逃走を企てていたところ、あえなく彼が逮捕され、2年間の少年院送致と5年間の国外退去処分、計7年間もの“島流し”が確定するに至る。
そうして彼と離れ離れになって以後は太田駅前のドンキホーテや服飾店でアルバイトをした。そしてそれらをいずれもクビになったのち、地元のキャバクラに入店し夜の世界へ。時に18歳であった。

### 夜職
自身初の夜職の舞台となった地元のキャバクラではすぐにナンバーワンになったという。ところがこの時期同棲状態にあった新たな恋人からの執拗なDVに悩まされた末、その恋人と別れ、19歳で単身上京。新宿歌舞伎町のキャバクラ「レヴュー」に勤務、のち六本木のキャバクラ「R」へ移籍、そして再び新宿へ戻り現在に至っている。

## 出演

### 雑誌
- 『小悪魔ageha』（インフォレスト）
- 『MEN'S KNUCKLE』（ミリオン出版）
- 『SOUL SISTER』（ミリオン出版）

### イベント
- 『KyabaRaku AWARD 〜Kickoff Party〜』（VANITY LOUNGE、2012年4月8日） 共/桃華絵里、桜井莉菜、早川沙世、遠藤彩香、鮎川りな、りん、愛内心愛、家村マリエ、杉山佳那恵、ゆきいちご、吉川ぐり、吉川ぐら、渡辺かなえ、桜咲姫菜、山上沙和、LALA[14]
- 『GIRL’S BLOGGER STYLE 2012A／W』（SHIBUYA-AX、2012年8月29日） 共/あいにゃん、青野美沙稀、板倉あや、今井華、江崎奈々帆、えりちょす、太田希望、大橋リナ、おかりえ、加藤利奈、ぐぐ、越川真美、近藤千尋、斎藤みらい、櫻田襟那、鈴木詩織、諏訪美緒、せがしぃ、てんちむ、ねもやよ、日野芹香、平尾優美花、廣瀬麻伊、藤木そら、まあさ、松本愛、まにゃ、みにゃとっち、森暖奈、ゆきのこ、ゆん、ゆんころ、吉川ぐら、吉川ぐり、りなぽよ、るいぺち[15]

### その他
- ミュージックビデオ：「distance」（詩音、2012年7月11日発売）[16]
- 書籍：『ヤカラブ』（2014年・ミリオン出版）